# Nash Grier
Hamilton Nash Grier (Greensboro, Carolina del Norte; 28 de diciembre de 1997) es una personalidad de internet estadounidense. Se hizo conocido por sus videos en la red social  Vine a principios de 2013.

## Primeros años
Hamilton Nash Grier nació y se crio en Carolina del Norte con su madre, Elizabeth Floyd y su padre, Chad Grier, quien es uno de sus mánagers. Tiene un hermano mayor, Will, que actualmente juega al fútbol americano en la Universidad de Virginia Occidental; un hermano pequeño, Hayes, quien también era una estrella de Vine; una medio hermana por parte de madre, Skylynn (nacida en 2009) y un medio hermano por parte de padre, John Henry (nacido en 2019).

## Carrera
Comenzó a subir videos a Vine cuando aún era alumno de secundaria.
Su salto a la fama lo hizo unirse al grupo Magcon, una convención en la que los fanes podían conocer e interactuar con sus celebridades de internet favoritas. Se desplazaron a múltiples ciudades de Estados Unidos. Otras celebridades de Vine incluidas en el tour fueron Cameron Dallas, Matthew Espinosa, Jack & Jack, Aaron Carpenter, Taylor Caniff, Shawn Mendes, Jacob Whitesides, Carter Reynolds, Mahogany Lox, y su hermano Hayes Grier. A principios de 2014, Grier decidieron dejar Magcon y seguir sus propias carreras y metas. A los 16 años Grier se mudó a Los Ángeles donde compró su primer apartamento con Dallas. para estar más cerca de su agencia (26MGMT) y seguir carreras en la actuación. Grier vive en la actualidad en Beverly Hills. Después de mudarse a California, Grier empezó a dar clases en línea y se graduó.
Grier y otros miembros de su agencia han lanzado videojuegos y aplicaciones de redes sociales como Cash Dash, Mobli y Challenged.
Grier tiene su propia página web donde los fanes pueden comprar merchandising, una línea de ropa llamada "UnitedXXVI".
Grier ha dicho que es autodidacta a la hora de hacer videos, y su espontaneidad lo lleva a estar horas detrás de la cámara y en ediciones.

## Vida personal
Grier mantiene una relación con Taylor Giavasis desde 2015. El 25 de marzo de 2019 Nash hizo público en Instagram que le había propuesto matrimonio. Al mes siguiente, el 19 de abril, Nash y Taylor anunciaron que estaban esperando su primer hijo. El 24 de septiembre de 2019 Taylor dio a luz a un varón, Malakai Giavasis-Grier. En diciembre de 2021 anunciaron que estaban esperando su segundo hijo. Su hija, Noa Giavasis-Grier, nació el 27 de julio de 2022.

## Filmografía
| Año  | Título                             | Papel                 | Notas                                |
| ---- | ---------------------------------- | --------------------- | ------------------------------------ |
| 2014 | "Mmm Yeah" de Austin Mahone        | Él mismo              | Vídeo lírico                         |
| 2014 | "Work For It" de Poo Bear          | Él mismo              | Videoclip                            |
| 2014 | "Blank Space Parody" de Bart Baker | Novio de Taylor Swift |                                      |
| 2014 | "Anaconda Parody" de Bart Baker    | Chico Safari          |                                      |
| 2015 | "I Look Good On You" de Bera       | Él mismo              | Director y figurante                 |
| 2015 | The Outfield                       | Jack Sanders          | Estrenada el 10 de noviembre de 2015 |
| 2016 | The Deleted                        | Ryder                 | Serie de televisiób                  |
| 2017 | You Get Me                         | Gil                   | Película de Netflix                  |